# Сборник Солун
„Сборник Солун“ e пространен документален труд за историческите, етнографските, културно-просветните и църковните въпроси на българското население в Солун. Излиза от печат в София през 1934 г. Автори на статии в него са Анастас Иширков, Васил Златарски, Царевна Миладинова, Петър Дървингов, Йордан Иванов, Атанас Яранов и други, а на илюстрациите - Стефан Баджов и Васил Захариев.